# Oratorio di San Terenzio
L'oratorio di San Terenzio (noto anche come oratorio di San Terenziano) è un edificio sacro che si trova in località Pieve di Bagnone a Bagnone.
La cappella di San Terenzio nasce e si sviluppa lungo un percorso viario che si collegava alla Via Francigena. Come luogo di culto e di ospitalità, nasce alle dipendenze della pieve dei Santi Ippolito e Cassiano, ricordata per la prima volta nel 1149. Distrutta la pieve, essa fu soppiantata nella devozione popolare dalla piccola cappella. L'attuale assetto architettonico risulta dai progressivi ampliamenti della struttura originaria, di cui resta un lato di cortina muraria. All'interno la cappella - che è in particolare luogo di culto e di ritrovo degli emigranti, i cosiddetti "barsan" - è arricchita da un soffitto con cassettone ligneo, di un bell'altare con pala dipinta e da pregevoli pitture seicentesche.